# Hendrik van den Bergh
Hendrik van den Bergh (Brema, 1573 – 22 maggio 1638), signore di Stevensweert, fu il capo dell'esercito di terra spagnolo che fu protagonista durante l'Assedio di Groenlo (1627) nonché statholder dell'Alta Gheldria.

## Biografia
Hendrik era il settimo figlio di Guglielmo IV van den Bergh e di Maria di Nassau, sorella maggiore di Guglielmo il Taciturno. Come tutti i suoi fratelli, egli prestò servizio nell'esercito spagnolo, prendendo parte agli scontri di Jülich, Breda, Grol e nel 1629 all'Assedio di 's-Hertogenbosch, dove guidò una forza di soccorso che non riuscì comunque ad evitare la caduta della città nelle mani del principe Federico Enrico d'Orange. Egli si distinse soprattutto sotto il comando di Ambrogio Spinola che, dopo la Tregua dei dodici anni, fu il secondo più alto militare dell'armata di Alberto d'Austria e dell'infanta Isabella Clara Eugenia d'Asburgo.
Successivamente, insoddisfatto delle scelte di governo attuate da parte degli spagnoli nei Paesi Bassi spagnoli, che avevano progressivamente allontanato elementi autoctoni dalle posizioni di comando, egli si associò al partito aristocratico che avrebbe dato vita al cosiddetto complotto dei nobili (1632). Tale complotto, che non avrebbe avuto tuttavia conseguenze concrete, si prefiggeva la spartizione dei Paesi Bassi spagnoli tra Francia e Repubblica delle Sette Province Unite. Contemporaneamente egli negoziò con René van Renesse e Federico Enrico d'Orange la sua adesione alla Repubblica delle Sette Province Unite, che si concretizzò nel 1632. Hendrik van den Bergh prese poi parte alla campagna militare della Mosa, che avrebbe condotto alla cattura delle città di Roermond e Venlo da parte della Repubblica.
Trasferitosi ad Elburg nel 1636, morì nel 1638.

## Matrimonio e figli
Nel 1612 Hendrik sposò Margaretha van Wittem van Beersel (1582-1627), figlia di Jan van Wittem e di Maria Margaretha van Merode. La coppia ebbe due figli:
- Maria Elisabetta II van den Bergh (1613-1671), marchesa di Bergen op Zoom, sposò Eitel Federico V di Hohenzollern-Hechingen
- Herman Oswald van den Bergh (1614-1622)

Nel 1629 Hendrik sposò Hiëronyma Catharina, contessa di Spaur-Flavon (1600-1683), figlia di Georg Frederik van Spaur-Flavon. La coppia ebbe tre figli:
- Elisabeth Catharina van den Bergh (1632-1681), sposò Giovanni IV van Hohenrechberg-Aichen e successivamente si risposò con Hans van Rechberg
- Amalia Lucia van den Bergh (1633-1711), sposò Paul Jacob van Waldburg-Zeil
- Wilhelmina Juliana van den Bergh (1638-1714), sposò Bernardo di Sayn-Wittgenstein e successivamente Carlo Eugenio di Croÿ.

Con un'altra moglie (di cui non ci è giunto il nome), egli ebbe altri due figli:
- Anna Maria Elisabeth van den Bergh (1600-1653), sposò Bernardo Alberto di Limburg-Bronkhorst
- Herman Frederik van den Bergh (1600-1669), sposò Josina di Löwenstein-Wertheim